# Leichtathletik-Weltmeisterschaften 2019/Teilnehmer (Libanon)
| Gelbes Symbol für Goldmedaillen mit stilisierten Olympischen Ringen | Graues Symbol für Silbermedaillen mit stilisierten Olympischen Ringen | Braundes Symbol für Bronzemedaillen mit stilisierten Olympischen Ringen |
| ------------------------------------------------------------------- | --------------------------------------------------------------------- | ----------------------------------------------------------------------- |
| —                                                                   | —                                                                     | —                                                                       |

Der Leichtathletikverband von Libanon nahm an den Leichtathletik-Weltmeisterschaften 2019 in Doha teil. Ein Athlet wurde vom libanischen Verband nominiert.

## Ergebnisse

### Männer

#### Laufdisziplinen
| Athlet           | Disziplin | Vorlauf    | Vorlauf | Halbfinale | Halbfinale | Finale | Finale |
| Athlet           | Disziplin | Zeit       | Platz   | Zeit       | Platz      | Zeit   | Platz  |
| ---------------- | --------- | ---------- | ------- | ---------- | ---------- | ------ | ------ |
| Noureddine Hadid | 200 m     | 20,84 s NR | 39      | DNQ        | DNQ        | –      | –      |